# Список переименованных населённых пунктов Костромской области
В данном списке приведены населённые пункты, расположенные согласно современному административно-территориальному делению в Костромской области России, название которых изменялось.

## Б
- Второе Корково → Белкино (сельский населённый пункт)[1]
- Подорванка → Белово (сельский населённый пункт)[1]
- Вшивки → Береговая (сельский населённый пункт)[1]
- Обжорово → Березовка (сельский населённый пункт)[1]
- Пупово → Березовка (сельский населённый пункт)[1]

## В
- Погребеньки → Великуша (сельский населённый пункт)[1]
- Голыши → Ветлужский (1960, посёлок городского типа)[2]

## Г
- Галич Мерьский → Галич[3]
- 2-я Гадовка → Гвоздикино (сельский населённый пункт)[1]
- Прокунино → Горка (сельский населённый пункт)[1]
- Тыколово → Горки (сельский населённый пункт)[1]

## Д
- Собакинцы → Дунаево (сельский населённый пункт)[1]

## Ж
- Кобылино → Журавлево (сельский населённый пункт)[1]

## З
- Перетыкино → Залесная (сельский населённый пункт)[1]
- Вшивцево → Заречная (сельский населённый пункт)[1]
- Кунятино → Заречье (сельский населённый пункт)[1]
- Сукино → Заречье (сельский населённый пункт)[4]
- Барак → Зеленый (сельский населённый пункт)[1]
- Ворово → Зорино (сельский населённый пункт)[1]

## И
- Гробовка → Ирдом (сельский населённый пункт)[1]

## К
- Голодново → Калинка (сельский населённый пункт)[1]
- Невежино → Киселево (сельский населённый пункт)[1]
- Прокунино → Крутово (сельский населённый пункт)[1]
- Кровопусково → Кузнецово (сельский населённый пункт)[1]
- Первый Плелый Поломок → Кукушкино (сельский населённый пункт)[1]

## Л
- Пешево → Лапино (сельский населённый пункт)[5]
- Хреново → Любимово (сельский населённый пункт)[1]

## М
- Заразино → Малиновая (сельский населённый пункт)[1]
- Гробовский Мост → Маяк (сельский населённый пункт)[1]
- Смертино → Междуречье (сельский населённый пункт)[1]

## Н
- Рыло → Новая (сельский населённый пункт)[1]
- Мертвяк → Новое Киселево (сельский населённый пункт)[6]

## О
- Брюховая → Озерная (сельский населённый пункт)[1]
- Брантовка → Октябрьский (посёлок городского типа)[7]
- Иконница → Ольховая (сельский населённый пункт)[1]
- Голодяево → Ольховка (сельский населённый пункт)[1]

## П
- Вонюх → Павлово (сельский населённый пункт)[1]
- Чахлово → Полевая (сельский населённый пункт)[1]
- Второй Плелый Поломок → Плеловцы (сельский населённый пункт)[1]
- Куниково → Прибрежная (сельский населённый пункт)[1]

## Р
- Палачево → Разлив (сельский населённый пункт)[1]
- Дураково → Рассвет (сельский населённый пункт)[1]
- Грязная → Ромашкино (сельский населённый пункт)[1]

## С
- Говеново → Светлое (сельский населённый пункт)[8]
- Собачья Речка → Северянка (сельский населённый пункт)[1]
- Голодайка → Смородинка (сельский населённый пункт)[1]
- Вшивцево → Смородинцы (сельский населённый пункт)[1]
- Ленивцево → Сокольниково (сельский населённый пункт)[1]
- Соль Галицкая → Солигалич (1778, город)[9]
- Молвитино → Сусанино (1938, посёлок городского типа)[10]

## Т
- Уродово → Талица (сельский населённый пункт)[1]

## Ч
- Кунинье → Черемушки (сельский населённый пункт)[1]
- Портомойка → Черникино (сельский населённый пункт)[1]

## Источник
- Г. П. Смолицкая. Топонимический словарь Центральной России. — Москва: Армада-пресс, 2002. — 416 с.
- Е. М. Поспелов. Имена городов: вчера и сегодня (1917—1992): Топонимический словарь. — Москва: Русские словари, 1993. — 249 с.